# Publio Silio Nerva (console 28)
Publio Silio Nerva (in latino: Publius Silius Nerva; 5 a.C. circa – dopo il 38) è stato un magistrato romano, console dell'Impero romano.

## Biografia
Appartenente alla gens Silia, probabilmente divenuta patrizia sotto Augusto, Nerva era nipote dell'omonimo Publio Silio Nerva, homo novus console nel 20 a.C., legatus Augusti pro praetore di Spagna Tarraconense, vincitore sui Pannoni e sui popoli alpini da proconsole d'Illirico e grande amico del primo princeps, che probabilmente ricompensò i suoi servigi e la sua amicizia con l'adlectio inter patricios. Il nonno aveva avuto numerosi figli destinati ai più alti onori: il primogenito Publio Silio, console suffetto nel 3; Aulo Licinio Nerva Siliano, console ordinario nel 7; e Gaio Silio, console ordinario nel 13, grande amico di Germanico e suicida nel 24 durante un processo per maiestas. Padre di Nerva era proprio l'omonimo console del 3, che era stato probabilmente legatus Augusti pro praetore in Tracia e Macedonia attorno al 2, durante il cui mandato militò come tribuno militare anche lo storico Velleio Patercolo. Cugino di Nerva, figlio dello zio suicida Gaio Silio, era quindi il bel Gaio Silio, console designato per il 49, che nel 48 tramò contro Claudio attraverso le famose nozze con Valeria Messalina e fu poi condannato a morte.
Della carriera di Nerva, quasi nulla è noto: l'unico incarico documentato è il suo consolato come ordinario per il primo semestre del 28, al fianco del nobile Gaio Appio Giunio Silano; a luglio, i due furono sostituiti, come risulta ora chiaro da un recente ritrovamento dei fasti fratrum Arvalium, da Quinto Giunio Bleso, parente di Seiano, e Lucio Antistio Vetere. Il consolato di Silano e Nerva vide la terribile accusa e condanna di Tizio Sabino, amico di Germanico; la recrudescenza dell'odio di Tiberio per Gaio Asinio Gallo; la morte di Giulia minore, esiliata da Augusto nell'isola di Trimero; la ribellione dei Frisii; la continuazione dell'abiezione del senato e la dedica di altari alla clementia e alla amicitia e di statue di Tiberio e Seiano; e la celebrazione del matrimonio di Agrippina minore con Gneo Domizio Enobarbo.
Di Nerva, infine, è probabilmente documentato un figlio, Publio Silio Massimo, che fu cooptato nel prestigioso collegio dei Salii Palatini nel 38: considerando che i candidati alla cooptazione in quel collegio dovevano essere patrimi et matrimi, ossia avere genitori ancora in vita, è evidente che Nerva era ancora vivo nel 38, ma le sue tracce svaniscono dalla storia.